# Чучеве
Чуче́ве — село в Рафалівській селищній громаді Вараського району Рівненської області України. Населення становить 284 осіб.

## Географія
На південній стороні від села пролягає автошлях М07.

## Населення
За переписом населення 2001 року в селі мешкали 272 особи. 100 % населення вказали своєї рідною мовою українську мову.